# Scarodytes ruffoi
Scarodytes ruffoi là một loài bọ cánh cứng trong họ Bọ nước. Loài này được Franciscolo miêu tả khoa học năm 1961.